# La Liga 2009-2010
La Liga 2009–10 a fost cel de-al 79-lea sezon din istoria primei ligi spaniole. Campionatul a început pe 29 august 2009 și s-a terminat pe 16 mai 2010. FC Barcelona este câștigătoarea sezonului La Liga 2008-09.
Un total de 20 de echipe au participat în această ediție, dintre care 17 din sezonul trecut și trei care au promovat din Segunda División. În plus se va folosi o nouă minge Nike T90 Ascente, aceasta fiind mingea oficială pentru toate meciurile.

## Promovări și retrogradări
Echipe promovate din Segunda División 2008-09
- Xerez CD
- Real Zaragoza
- CD Tenerife

Echipe retrogradate în Segunda División 2009-10
- Real Betis
- CD Numancia
- Recreativo de Huelva

## Informații despre echipe
Ultima actualizare: 10 septembrie 2009

### Stadioane
| Echipa           | Stadion                    | Capacitatea |
| ---------------- | -------------------------- | ----------- |
| Almería          | Estadio del Mediterráneo   | 22.000      |
| Athletic Bilbao  | San Mamés                  | 39.750      |
| Atlético Madrid  | Vicente Calderón           | 54.851      |
| Barcelona        | Camp Nou                   | 98.772      |
| Deportivo        | Riazor                     | 34.600      |
| Espanyol         | Estadi Cornellà-El Prat    | 40.000      |
| Getafe           | Coliseum Alfonso Pérez     | 14.400      |
| Málaga           | La Rosaleda                | 28.963      |
| Mallorca         | ONO Estadi                 | 23.142      |
| Osasuna          | Stadionul Reyno de Navarra | 19.553      |
| Racing Santander | El Sardinero               | 22.271      |
| Real Madrid      | Santiago Bernabéu          | 80.354      |
| Sevilla          | Ramón Sánchez Pizjuán      | 42.649      |
| Sporting         | El Molinón                 | 25.885      |
| Tenerife         | Heliodoro Rodríguez López  | 24.000      |
| Valencia         | Mestalla                   | 55.000      |
| Valladolid       | Stadionul José Zorrilla    | 26.512      |
| Villarreal       | El Madrigal                | 25.000      |
| Xerez            | Chapín                     | 20.300      |
| Zaragoza         | La Romareda                | 34.596      |

### Personal și sponsori
| Echipa              | Președinte            | Antrenor              | Producătorul echipamentului | Sponsorul de pe tricou |
| ------------------- | --------------------- | --------------------- | --------------------------- | ---------------------- |
| Almería             | Alfonso García        | Juan Manuel Lillo     | UDA                         |                        |
| Athletic Bilbao     | Fernando García Macua | Joaquín Caparrós      | Umbro                       | Petronor               |
| Atlético Madrid     | Enrique Cerezo        | Quique Sánchez        | Nike                        | Kia                    |
| Barcelona           | Joan Laporta          | Josep Guardiola       | Nike                        | UNICEF                 |
| Deportivo La Coruña | Augusto Lendoiro      | Miguel Ángel Lotina   | Lotto                       | Estrella Galicia       |
| Espanyol            | Daniel Sánchez Llibre | Mauricio Pochettino   | Uhlsport                    | Interapuestas.com      |
| Getafe              | Ángel Torres Sánchez  | Míchel                | Joma                        | Burger King            |
| Málaga              | Fernando Sanz         | Juan R. López Muñiz   | Umbro                       | William Hill           |
| Mallorca            | Tomeu Vidal           | Gregorio Manzano      | Macron                      | Air Europa             |
| Osasuna             | Patxi Izco            | José Antonio Camacho  | Diadora                     | Yingli Solar           |
| Racing Santander    | Francisco Pernía      | Miguel Ángel Portugal | Joma                        |                        |
| Real Madrid         | Florentino Pérez      | Manuel Pellegrini     | Adidas                      | bwin.com               |
| Sevilla             | José María del Nido   | Antonio Álvarez       | Joma                        | 12Bet                  |
| Sporting            | Manuel Vega-Arango    | Manolo Preciado       | Astore                      | Gijón Asturias         |
| Tenerife            | Miguel Concepción     | José Luis Oltra       | Puma                        | CajaCanarias           |
| Valencia            | Manuel Llorente       | Unai Emery            | Kappa                       | Unibet                 |
| Valladolid          | Carlos Suárez Sureda  | Javier Clemente       | Puma                        | Caja Duero             |
| Villarreal          | Fernando Roig Alfonso | Juan Carlos Garrido   | Puma                        | Aeroport Castelló      |
| Xerez               | Federico Souza        | Néstor Gorosito       | Legea                       | Cajasol                |
| Zaragoza            | Agapito Iglesias      | José Aurelio Gay      | Adidas                      | Telefónica             |

(*)Echipa catalană Barcelona nu are nici un sponsor pe tricou ,dar a ales să poarte logo-ul organizației umanitare UNICEF și să doneze în fiecare an cinci milioane de euro.

## Schimbări de antrenori

### Înainte de începutul sezonului
| Echipa           | Antrenor demis      | Modalitatea de schimbare                            | Data plecării | Înlocuit cu         | Data numirii  | Poziția în tabel                |
| ---------------- | ------------------- | --------------------------------------------------- | ------------- | ------------------- | ------------- | ------------------------------- |
| Málaga           | Antonio Tapia       | De comun acord                                      | 1 iunie 2009  | Juan R. López Muñiz | 13 iunie 2009 | 8 (2008–09)                     |
| Real Madrid      | Juande Ramos        | Finalul contractului                                | 1 iunie 2009  | Manuel Pellegrini   | 2 iunie 2009  | 2 (2008–09)                     |
| Villarreal       | Manuel Pellegrini   | Real Madrid a cumpărat drepturile pentru 4 mil de € | 2 iunie 2009  | Ernesto Valverde    | 2 iunie 2009  | 5 (2008–09)                     |
| Racing Santander | Juan R. López Muñiz | De comun acord                                      | 13 iunie 2009 | Juan Carlos Mandiá  | 26 iunie 2009 | 12 (2008–09)                    |
| Xerez            | Esteban Vigo        | De comun acord                                      | 28 iunie 2009 | José Ángel Ziganda  | 8 iulie 2009  | 1 în Segunda División (2008–09) |

### În timpul sezonului
| Echipa           | Antrenor demis         | Modalitatea de schimbare | Data plecării     | Înlocuit cu           | Data numirii      | Poziția în tabel |
| ---------------- | ---------------------- | ------------------------ | ----------------- | --------------------- | ----------------- | ---------------- |
| Atlético Madrid  | Abel Resino            | Concediat                | 23 octombrie 2009 | Quique Flores         | 23 octombrie 2009 | 15               |
| Racing Santander | Juan Carlos Mandiá     | Concediat                | 9 noiembrie 2009  | Miguel Ángel Portugal | 19 noiembrie 2009 | 17               |
| Zaragoza         | Marcelino García Toral | Concediat                | 12 decembrie 2009 | José Aurelio Gay      | 23 decembrie 2009 | 17               |
| Almería          | Hugo Sánchez           | Concediat                | 20 decembrie 2009 | Juan Manuel Lillo     | 23 decembrie 2009 | 17               |
| Xerez            | José Ángel Ziganda     | Concediat                | 12 January 2010   | Néstor Gorosito       | 19 ianuarie 2010  | 20               |
| Villarreal       | Ernesto Valverde       | Concediat                | 31 ianuarie 2010  | Juan Carlos Garrido   | 1 februarie 2010  | 9                |
| Valladolid       | José Luis Mendilibar   | Concediat                | 1 februarie 2010  | Onésimo Sánchez       | 1 februarie 2010  | 17               |
| Sevilla          | Manolo Jiménez         | Concediat                | 23 martie 2010    | Antonio Álvarez       | 26 martie 2010    | 5                |
| Valladolid       | Onésimo Sánchez        | Concediat                | 5 aprilie 2010    | Javier Clemente       | 6 aprilie 2010    | 19               |

## Clasament
| Poz | Echipa              | MJ | V  | E  | Î  | GM  | GP | G   | Pct | Promovare sau retrogradare                  | Rezultat direct         |
| --- | ------------------- | -- | -- | -- | -- | --- | -- | --- | --- | ------------------------------------------- | ----------------------- |
| 1   | FC Barcelona (C)    | 38 | 31 | 6  | 1  | 98  | 24 | +74 | 99  | Liga Campionilor UEFA 2010–11 Faza grupelor |                         |
| 2   | Real Madrid         | 38 | 31 | 3  | 4  | 102 | 35 | +67 | 96  | Liga Campionilor UEFA 2010–11 Faza grupelor |                         |
| 3   | Valencia            | 38 | 21 | 8  | 9  | 59  | 40 | +19 | 71  | Liga Campionilor UEFA 2010–11 Faza grupelor |                         |
| 4   | FC Sevilla          | 38 | 19 | 6  | 13 | 65  | 49 | +16 | 63  | Liga Campionilor 2010–11 Runda play-off     |                         |
| 5   | RCD Mallorca        | 38 | 18 | 8  | 12 | 59  | 44 | +15 | 62  | UEL 2010-2011 play-off                      |                         |
| 6   | Getafe CF           | 38 | 17 | 7  | 14 | 58  | 48 | +10 | 58  | UEL 2010-2011 play-off                      |                         |
| 7   | Villareal           | 38 | 16 | 8  | 14 | 58  | 57 | +1  | 56  |                                             |                         |
| 8   | Athletic Bilbao     | 38 | 15 | 9  | 14 | 50  | 53 | −3  | 54  |                                             |                         |
| 9   | Atletico Madrid     | 38 | 13 | 8  | 17 | 57  | 61 | −4  | 47  | Format:Fb runda2 2010-11 UEL GS 1           | DEP 2–1 ATM ATM 3–0 DEP |
| 10  | Deportivo           | 38 | 13 | 8  | 17 | 35  | 49 | −14 | 47  |                                             | DEP 2–1 ATM ATM 3–0 DEP |
| 11  | Espanol Barcelona   | 38 | 11 | 11 | 16 | 29  | 46 | −17 | 44  |                                             |                         |
| 12  | Osasuna             | 38 | 11 | 10 | 17 | 37  | 46 | −9  | 43  |                                             |                         |
| 13  | UD Almería          | 38 | 10 | 12 | 16 | 43  | 55 | −12 | 42  |                                             |                         |
| 14  | Real Zaragoza       | 38 | 10 | 11 | 17 | 46  | 64 | −18 | 41  |                                             |                         |
| 15  | Sporting Gijon      | 38 | 9  | 13 | 16 | 36  | 51 | −15 | 40  |                                             |                         |
| 16  | Racing Santander    | 38 | 9  | 12 | 17 | 42  | 59 | −17 | 39  |                                             |                         |
| 17  | Malaga              | 38 | 7  | 16 | 15 | 42  | 48 | −6  | 37  |                                             |                         |
| 18  | Real Valladolid (R) | 38 | 7  | 15 | 16 | 37  | 62 | −25 | 36  | Retrogradare în Segunda División            | VLD 3–3 TEN TEN 0–0 VLD |
| 19  | CD Tenerife (R)     | 38 | 9  | 9  | 20 | 40  | 74 | −34 | 36  | Retrogradare în Segunda División            | VLD 3–3 TEN TEN 0–0 VLD |
| 20  | Xerez (R)           | 38 | 8  | 10 | 20 | 38  | 66 | −28 | 34  | Retrogradare în Segunda División            |                         |

Sursa: LFP și Yahoo! Sport
Reguli de clasare: 
1) puncte; 2) puncte în meciurile directe; 3) diferența de goluri în meciurile directe; 4) goluri marcate în meciurile directe; 5) diferența de goluri; 6) goluri marcate.
1Since Atlético Madrid won the 2009–10 UEFA Europa League they earned a spot in the group stage of the 2010–11 UEFA Europa League
POZ = Poziția în clasament; (C) = Campioană; (R) = Retrogradată; (P) = Promovată; (E) = Eliminată; (O) = Câștigătoare de play-off; (A) = Avansează în runda următoare. 
Aplicabil doar când sezonul nu este terminat: 
(Q) = Calificare în faza competiției indicată; (TQ) = Calificare în competiție, dar încă nu în faza indicată; (RQ) = Calificată în competiția de retrogradare indicată; (DQ) = Descalificată din competiție.

Head-to-Head: rezultatele în meciurile directe sunt folosite pentru a departaja echipele.

### Poziția după etapă
| Club \ Etapa      | ‎‎1  | 2  | 3  | 4  | 5  | 6  | 7  | 8  | 9  | 10 | 11 | 12 | 13 | 14 | 15 | 16 | 17 | 18 | 19 | 20 | 21 | 22 | 23 | 24 | 25 | 26 | 27 | 28 | 29 | 30 | 31 | 32 | 33 | 34 | 35 | 36 | 37 | 38 |
| ----------------- | -- | -- | -- | -- | -- | -- | -- | -- | -- | -- | -- | -- | -- | -- | -- | -- | -- | -- | -- | -- | -- | -- | -- | -- | -- | -- | -- | -- | -- | -- | -- | -- | -- | -- | -- | -- | -- | -- |
| FC Barcelona      | 2  | 1  | 2  | 1  | 2  | 1  | 1  | 1  | 1  | 1  | 2  | 1  | 1  | 1  | 1  | 1  | 1  | 1  | 1  | 1  | 1  | 1  | 1  | 1  | 2  | 2  | 2  | 2  | 2  | 2  | 1  | 1  | 1  | 1  | 1  | 1  | 1  | 1  |
| Real Madrid       | 6  | 2  | 1  | 2  | 1  | 2  | 2  | 2  | 2  | 2  | 1  | 2  | 2  | 2  | 2  | 2  | 2  | 2  | 2  | 2  | 2  | 2  | 2  | 2  | 1  | 1  | 1  | 1  | 1  | 1  | 2  | 2  | 2  | 2  | 2  | 2  | 2  | 2  |
| Valencia          | 5  | 3  | 5  | 6  | 7  | 5  | 6  | 4  | 4  | 4  | 4  | 4  | 3  | 4  | 4  | 3  | 3  | 3  | 3  | 3  | 3  | 3  | 3  | 3  | 3  | 3  | 3  | 3  | 3  | 3  | 3  | 3  | 3  | 3  | 3  | 3  | 3  | 3  |
| Sevilla           | 16 | 8  | 6  | 3  | 3  | 3  | 3  | 3  | 3  | 3  | 3  | 3  | 4  | 3  | 3  | 5  | 5  | 6  | 6  | 4  | 5  | 4  | 4  | 4  | 4  | 4  | 5  | 5  | 5  | 4  | 4  | 5  | 5  | 5  | 5  | 4  | 4  | 4  |
| Mallorca          | 4  | 5  | 4  | 5  | 4  | 6  | 5  | 6  | 5  | 6  | 6  | 6  | 6  | 5  | 5  | 4  | 6  | 4  | 4  | 5  | 4  | 5  | 6  | 5  | 5  | 5  | 4  | 4  | 4  | 5  | 5  | 4  | 4  | 4  | 4  | 5  | 5  | 5  |
| Getafe            | 1  | 7  | 12 | 8  | 12 | 8  | 12 | 8  | 11 | 12 | 9  | 9  | 9  | 8  | 8  | 7  | 7  | 8  | 7  | 7  | 8  | 8  | 8  | 9  | 9  | 8  | 8  | 9  | 9  | 9  | 8  | 7  | 8  | 7  | 7  | 6  | 6  | 6  |
| Villareal         | 10 | 13 | 17 | 18 | 19 | 19 | 20 | 18 | 13 | 16 | 11 | 12 | 11 | 10 | 9  | 9  | 10 | 10 | 9  | 9  | 10 | 10 | 10 | 8  | 8  | 9  | 9  | 10 | 8  | 7  | 7  | 8  | 6  | 6  | 6  | 7  | 7  | 7  |
| Athletic Bilbao   | 7  | 4  | 3  | 4  | 6  | 7  | 10 | 11 | 9  | 8  | 8  | 8  | 8  | 7  | 7  | 8  | 8  | 7  | 8  | 8  | 7  | 7  | 7  | 7  | 7  | 7  | 6  | 6  | 6  | 6  | 6  | 6  | 7  | 8  | 8  | 8  | 8  | 8  |
| Atletico Madrid   | 19 | 18 | 19 | 19 | 18 | 14 | 15 | 17 | 18 | 18 | 18 | 17 | 13 | 14 | 15 | 11 | 11 | 11 | 11 | 13 | 12 | 11 | 13 | 11 | 10 | 10 | 10 | 8  | 10 | 10 | 10 | 10 | 10 | 10 | 10 | 9  | 9  | 9  |
| Deportivo         | 13 | 9  | 13 | 7  | 5  | 4  | 4  | 5  | 6  | 5  | 5  | 5  | 5  | 6  | 6  | 6  | 4  | 5  | 5  | 6  | 6  | 6  | 5  | 6  | 6  | 6  | 7  | 7  | 7  | 8  | 9  | 9  | 9  | 9  | 9  | 10 | 10 | 10 |
| Espanyol          | 14 | 20 | 14 | 9  | 10 | 10 | 8  | 9  | 8  | 9  | 10 | 11 | 14 | 17 | 13 | 16 | 13 | 14 | 14 | 14 | 14 | 12 | 15 | 15 | 14 | 14 | 14 | 13 | 14 | 14 | 14 | 14 | 13 | 11 | 11 | 12 | 11 | 11 |
| Osasuna           | 9  | 14 | 18 | 14 | 9  | 12 | 9  | 10 | 10 | 10 | 12 | 10 | 10 | 11 | 12 | 12 | 14 | 12 | 12 | 10 | 9  | 9  | 9  | 12 | 11 | 13 | 13 | 15 | 13 | 13 | 12 | 11 | 11 | 12 | 12 | 11 | 13 | 12 |
| Almeria           | 11 | 15 | 7  | 11 | 11 | 13 | 11 | 12 | 15 | 11 | 13 | 13 | 16 | 16 | 17 | 15 | 15 | 15 | 15 | 16 | 15 | 16 | 14 | 13 | 13 | 11 | 11 | 11 | 11 | 11 | 13 | 13 | 12 | 13 | 13 | 13 | 12 | 13 |
| Zaragoza          | 8  | 11 | 15 | 15 | 8  | 11 | 13 | 15 | 12 | 13 | 14 | 14 | 17 | 18 | 19 | 19 | 19 | 19 | 19 | 18 | 17 | 17 | 17 | 17 | 17 | 17 | 17 | 17 | 17 | 15 | 16 | 16 | 16 | 16 | 15 | 14 | 15 | 14 |
| Sporting de Gijon | 20 | 12 | 10 | 12 | 14 | 9  | 7  | 7  | 7  | 7  | 7  | 7  | 7  | 9  | 10 | 10 | 9  | 9  | 10 | 11 | 13 | 13 | 11 | 10 | 12 | 12 | 12 | 12 | 12 | 12 | 11 | 12 | 14 | 14 | 14 | 15 | 14 | 15 |
| Racing Santander  | 18 | 17 | 9  | 16 | 15 | 17 | 14 | 16 | 17 | 17 | 17 | 19 | 18 | 15 | 16 | 14 | 12 | 13 | 13 | 12 | 11 | 14 | 16 | 16 | 16 | 16 | 16 | 14 | 16 | 17 | 15 | 15 | 15 | 15 | 16 | 17 | 17 | 16 |
| Málaga            | 3  | 6  | 11 | 17 | 17 | 18 | 19 | 20 | 20 | 20 | 20 | 18 | 19 | 19 | 18 | 18 | 18 | 16 | 16 | 15 | 16 | 15 | 12 | 14 | 15 | 15 | 15 | 16 | 15 | 16 | 17 | 17 | 17 | 17 | 17 | 16 | 18 | 17 |
| Valladolid        | 12 | 16 | 8  | 13 | 16 | 16 | 17 | 14 | 14 | 14 | 15 | 15 | 15 | 13 | 11 | 13 | 16 | 17 | 17 | 17 | 18 | 19 | 18 | 18 | 18 | 19 | 18 | 18 | 19 | 19 | 19 | 19 | 19 | 18 | 19 | 19 | 16 | 18 |
| Tenerife          | 15 | 10 | 16 | 10 | 13 | 15 | 16 | 13 | 16 | 15 | 16 | 16 | 12 | 12 | 14 | 17 | 17 | 18 | 18 | 19 | 19 | 18 | 19 | 19 | 19 | 18 | 19 | 19 | 18 | 18 | 18 | 18 | 18 | 19 | 18 | 18 | 19 | 19 |
| Xerez             | 17 | 19 | 20 | 20 | 20 | 20 | 18 | 19 | 19 | 19 | 19 | 20 | 20 | 20 | 20 | 20 | 20 | 20 | 20 | 20 | 20 | 20 | 20 | 20 | 20 | 20 | 20 | 20 | 20 | 20 | 20 | 20 | 20 | 20 | 20 | 20 | 20 | 20 |

Sursa: kicker.de de

## Rezultate
| Acasă \ Deplasare[1] | Almería | Athletic Bilbao | Atlético Madrid | Barcelona | Deportivo | Espanyol | Getafe | Málaga | Mallorca | Osasuna | Racing | Real Madrid | Sevilla | Sporting Gijón | Tenerife | Valencia | Valladolid | Villarreal | Xerez | Zaragoza |
| Almeria              |         | 1–4             | 1–0             | 2–2       | 1–1       | 0–1      | 1–0    | 1–0    | 1–1      | 2–0     | 2–2    | 1–2         | 2–3     | 3–1            | 1–1      | 0–3      | 0–0        | 4–2        | 1–0   | 1–0      |
| Athletic Bilbao      | 4–1     |                 | 1–0             | 1–1       | 2–0       | 1–0      | 2–2    | 1–1    | 1–3      | 2–0     | 4–3    | 1–0         | 0–4     | 1–2            | 4–1      | 1–2      | 2–0        | 3–2        | 3–2   | 0–0      |
| Atletico Madrid      | 2–2     | 2–0             |                 | 2–1       | 3–0       | 4–0      | 0–3    | 0–2    | 1–1      | 1–0     | 1–1    | 2–3         | 2–1     | 3–2            | 3–1      | 4–1      | 3–1        | 1–2        | 1–2   | 2–1      |
| FC Barcelona         | 1–0     | 4–1             | 5–2             |           | 3–0       | 1–0      | 2–1    | 2–1    | 4–2      | 2–0     | 4–0    | 1–0         | 4–0     | 3–0            | 4–1      | 3–0      | 4–0        | 1–1        | 3–1   | 6–1      |
| Deportivo            | 0–0     | 3–1             | 2–1             | 1–3       |           | 2–3      | 1–3    | 1–0    | 1–0      | 1–0     | 1–1    | 1–3         | 1–0     | 1–1            | 3–1      | 0–0      | 0–2        | 1–0        | 2–1   | 0–1      |
| Espanyol             | 2–0     | 1–0             | 3–0             | 0–0       | 2–0       |          | 0–2    | 2–1    | 1–1      | 2–1     | 0–4    | 0–3         | 2–0     | 0–0            | 2–1      | 0–2      | 1–1        | 0–0        | 0–0   | 2–1      |
| Getafe               | 2–2     | 2–0             | 1–0             | 0–2       | 0–2       | 1–1      |        | 2–1    | 3–0      | 2–1     | 0–0    | 2–4         | 4–3     | 1–1            | 2–1      | 3–1      | 1–0        | 3–0        | 5–1   | 0–2      |
| Málaga               | 1–2     | 1–1             | 3–0             | 0–2       | 0–0       | 2–1      | 1–0    |        | 2–1      | 1–1     | 1–2    | 1–1         | 1–2     | 1–1            | 1–1      | 0–1      | 0–0        | 2–0        | 2–4   | 1–1      |
| Mallorca             | 3–1     | 2–0             | 4–1             | 0–1       | 2–0       | 2–0      | 3–1    | 1–1    |          | 2–0     | 1–0    | 1–4         | 1–3     | 3–0            | 4–0      | 3–2      | 3–0        | 1–0        | 2–0   | 4–1      |
| Osasuna              | 1–0     | 0–0             | 3–0             | 1–1       | 3–1       | 2–0      | 0–0    | 2–2    | 0–1      |         | 1–3    | 0–0         | 0–2     | 1–0            | 1–0      | 1–3      | 1–1        | 1–1        | 1–1   | 2–0      |
| Racing Santander     | 0–2     | 0–2             | 1–1             | 1–4       | 0–1       | 3–1      | 1–4    | 0–3    | 0–0      | 1–1     |        | 0–2         | 1–5     | 2–0            | 2–0      | 0–1      | 1–1        | 1–2        | 3–2   | 0–0      |
| Real Madrid          | 4–2     | 5–1             | 3–2             | 0–2       | 3–2       | 3–0      | 2–0    | 2–0    | 2–0      | 3–2     | 1–0    |             | 3–2     | 3–1            | 3–0      | 2–0      | 4–2        | 6–2        | 5–0   | 6–0      |
| Sevilla              | 1–0     | 0–0             | 3–1             | 2–3       | 1–1       | 0–0      | 1–2    | 2–2    | 2–0      | 1–0     | 1–2    | 2–1         |         | 3–0            | 3–0      | 2–1      | 1–1        | 3–2        | 1–1   | 4–1      |
| Sporting de Gijon    | 1–0     | 0–0             | 1–1             | 0–1       | 2–1       | 1–0      | 1–0    | 2–2    | 4–1      | 3–2     | 0–1    | 0–0         | 0–1     |                | 0–2      | 1–1      | 0–2        | 1–0        | 2–2   | 1–1      |
| Tenerife             | 2–2     | 1–0             | 1–1             | 0–5       | 0–1       | 4–1      | 3–2    | 2–2    | 1–0      | 2–1     | 2–1    | 1–5         | 1–2     | 2–1            |          | 0–0      | 0–0        | 2–2        | 1–0   | 1–3      |
| Valencia             | 2–0     | 2–0             | 2–2             | 0–0       | 1–0       | 1–0      | 2–1    | 1–0    | 1–1      | 3–0     | 0–0    | 2–3         | 2–0     | 2–2            | 1–0      |          | 2–0        | 4–1        | 3–1   | 3–1      |
| Valladolid           | 1–1     | 2–2             | 0–4             | 0–3       | 4–0       | 0–0      | 0–0    | 1–1    | 1–2      | 1–2     | 2–1    | 1–4         | 2–1     | 2–1            | 3–3      | 2–4      |            | 0–2        | 0–0   | 1–1      |
| Villareal            | 1–1     | 2–1             | 2–1             | 1–4       | 1–0       | 0–0      | 3–2    | 2–1    | 1–1      | 0–2     | 2–0    | 0–2         | 3–0     | 1–0            | 5–0      | 2–0      | 3–1        |            | 2–0   | 4–2      |
| Xerez                | 2–1     | 0–1             | 0–2             | 0–2       | 0–3       | 1–1      | 0–1    | 1–1    | 2–1      | 1–2     | 2–2    | 0–3         | 0–2     | 0–0            | 2–1      | 1–3      | 3–0        | 2–1        |       | 3–2      |
| Zaragoza             | 2–1     | 1–2             | 1–1             | 2–4       | 0–0       | 1–0      | 3–0    | 2–0    | 1–1      | 0–1     | 2–2    | 1–2         | 2–1     | 1–3            | 1–0      | 3–0      | 1–2        | 3–3        | 0–0   |          |

Sursa: LFP și futbol.sportec es
1Echipa gazdă este listată în coloana din stânga.
Culori: Albastru = gazda e câștigătoare; Galben = egal; Roșu = oaspeții sunt câștigători.
Pentru meciurile următoare, un a indică existența unui articol despre meci.

## Trofeul Pichichi
- Trofeul Pichichi este acordat jucătorului care marchează cele mai multe goluri într-un sezon.

| Poziția | Jucător            | Club            | Goluri |
| ------- | ------------------ | --------------- | ------ |
| 1       | Lionel Messi       | Barcelona       | 34     |
| 2       | Gonzalo Higuaín    | Real Madrid     | 27     |
| 3       | Cristiano Ronaldo  | Real Madrid     | 26     |
| 4       | David Villa        | Valencia        | 21     |
| 5       | Diego Forlán       | Atlético Madrid | 18     |
| 6       | Roberto Soldado    | Getafe          | 16     |
| 6       | Zlatan Ibrahimović | Barcelona       | 16     |
| 8       | Luís Fabiano       | Sevilla         | 15     |
| 9       | Fernando Llorente  | Athletic Bilbao | 14     |
| 9       | Nino               | Tenerife        | 14     |

- Sursa: futbol.sportec Arhivat în 23 februarie 2012, la Wayback Machine.

## Trofeul Zamora
Trofeul Zamora este acordat celor mai buni portari.Este acordat portarului cu cele mai puține goluri primite pe meci.
| Portar             | Goluri | Meciuri | Media | Echipa            |
| ------------------ | ------ | ------- | ----- | ----------------- |
| Víctor Valdés      | 24     | 38      | 0.63  | Barcelona         |
| Iker Casillas      | 36     | 38      | 0.95  | Real Madrid       |
| César Sánchez      | 29     | 30      | 0.97  | Valencia          |
| Daniel Aranzubia   | 42     | 36      | 1.17  | Deportivo         |
| Ricardo López      | 45     | 37      | 1.22  | Osasuna           |
| Dudu Aouate        | 44     | 36      | 1.22  | Mallorca          |
| Carlos Kameni      | 38     | 31      | 1.23  | Espanyol          |
| Gustavo Munúa      | 48     | 38      | 1.26  | Málaga            |
| Juan Pablo Colinas | 51     | 38      | 1.34  | Sporting de Gijón |
| Diego Alves        | 50     | 37      | 1.35  | Almería           |

- Sursa: futbol.sportec Arhivat în 26 septembrie 2011, la Wayback Machine.

## Cei mai buni pasatori
| Locul | Jucător        | Club             | Pase |
| ----- | -------------- | ---------------- | ---- |
| 1     | Xavi           | Barcelona        | 14   |
| 2     | Dani Alves     | Barcelona        | 10   |
| 2     | Lionel Messi   | Barcelona        | 10   |
| 4     | Guti Hernández | Real Madrid      | 9    |
| 4     | Jesús Navas    | Sevilla          | 9    |
| 4     | Marcelo        | Real Madrid      | 9    |
| 4     | Pedro León     | Getafe           | 9    |
| 8     | Borja Valero   | Mallorca         | 8    |
| 8     | Ever Banega    | Valencia         | 8    |
| 8     | Gonzalo Castro | Mallorca         | 8    |
| 8     | Momo           | Xerez            | 8    |
| 8     | Pedro Munitis  | Racing Santander | 8    |

- Sursa: ESPN Soccernet Arhivat în 30 martie 2010, la Wayback Machine.